# Teresina
Teresina è una città del Brasile, capitale dello stato del Piauí, parte della mesoregione del Centro-Norte Piauiense e della microregione di Teresina.
Prende nome da Teresa Cristina di Borbone-Due Sicilie, principessa napoletana, figlia di re Francesco I delle Due Sicilie, moglie dell'imperatore Pietro II, nata a Napoli il 14 marzo 1822.

## Geografia
Teresina si estende presso la confluenza del fiume Poti nel fiume Parnaíba. Il centro della città sorge lungo la sponda destra del Parnaíba che segna il confine con lo stato del Maranhão.
Teresina è l'unica capitale degli stati del nord-est brasiliano a non sorgere sull'Oceano Atlantico.

## Storia
Teresina venne fondata il 16 agosto del 1852, dove in origine sorgeva un villaggio di pescatori, con il nome di Vila Nova do Poty e in seguito ribattezzata con il nome attuale in onore dell'imperatrice Teresa Cristina consorte di Pedro II. Fu la prima città pianificata brasiliana e sostituì a Oeiras come capitale dello Stato dovuto alla sua posizione privilegiata sulle rive di due fiumi, Parnaíba e Poty. Il sito dove venne costruita era conosciuto come "Chapada do Corisco" ("Pianura scintillante"), dovuto a l'alta incidenza di fulmini, ancora oggi è la terza più alta al mondo. Il suo progetto assomiglia a una scacchiera, con strade che si incrociano perpendicolarmente.
Teresina è una città unica. È la prima capitale statale che venne pianificata durante la sua costruzione, l'unica non costiera nella regione Nordest, la capitale più calda del Brasile, la terza per più alta incidenza di fulmini nel mondo intero. Le sue strade e piazze esibiscono case in stile neoclassico, art déco, chiese del XIX secolo; i suoi lunghi corsi e moderni edifici condividono lo spazio con le costruzioni antiche e le sue strade strette.

## Infrastrutture e trasporti
Teresina è servita da una linea della metropolitana dotato di nove stazioni.
La città è servita dall'aeroporto Senatore Petrônio Portela.

## Amministrazione

### Gemellaggi
- Ponte Nossa, dal 2 giugno 2011